# Ararat Aṙak'elyan
Ararat Aṙak'elyan (in armeno Արարատ Առաքելյան?; Erevan, 1º febbraio 1984) è un ex calciatore armeno, di ruolo difensore.

## Palmarès

### Club
- Coppa d'Armenia: 1

Banants: 2007